# 田代寛之
田代 寛之（たしろ ひろゆき、1968年7月29日 - ）は、福岡県出身の俳優。所属事務所はグレース。身長173cm、体重58kg。趣味は映画鑑賞。

## 経歴

### TV
- 『この人を見よ』豊臣秀吉役（NHK）
- 『その時歴史が動いた』（NHK）
- 『てるてる家族』記者役（NHK）
- 『新・部長刑事』（ABC）
- 『ナンバ壱番館』（ABC）
- 『ワイドABCDE〜す金曜日の妻達へ』再現VTR（ABC）
- 『情報プレゼンター とくダネ!』（フジテレビ）
- 『いつでも笑みを!』（関西テレビ）

### CM
- 『量販酒店RED BOX』
- 『住友生命』
- 『ミリオンギフトカード』
- 『オカセンリビング』
- 『福井新聞』
- 『マサイの戦士』
- 『サントラスト関西』
- 『近鉄電車 伊勢神宮初詣 2003年版』
- 『ATC10周年記念』

### スチル
- 『ヤマハメイト』
- 『近鉄電車 伊勢神宮初詣 2003年版』
- 『じゃらん』

### VP
- 『京都女子大学』
- 『シェリングプラウ』
- 『パナソニック動画ステーション』
- 『サンヨープラズマTV・プロジェクター』
- 『NOSAIの建物共済』

### 舞台
- 『広島清水劇場公演』（大衆演劇）
- 『西村亜希子リサイタル』